# Blommenslyst
Blommenslyst er en landsby på Fyn med 556 indbyggere  (2024). Blommenslyst er beliggende i Ubberud Sogn nær Fynske Motorvej to kilometer syd for Ejlstrup og otte kilometer vest for Odense. Landsbyen tilhører Odense Kommune og ligger i Region Syddanmark.
Ubberud betragtes som tilhørende Blommenslyst, Ubberud Kirke og Ubberud Skole er derfor beliggende i landsbyen, hvor også Blommenslyst Kro ligger.